# Hattemerbroek
Hattemerbroek is een dorp in de Gelderse gemeente Oldebroek, gelegen ten zuidwesten van Zwolle, tussen Hattem en Wezep. Bij het dorp ligt het knooppunt Hattemerbroek tussen de snelwegen A28 en A50.
Tot in de jaren 30 beschikte het dorp over een eigen station Hattemerbroek aan de spoorlijn Amersfoort- Zwolle. De spoorlijn Apeldoorn - Zwolle en de Zuiderzeetramweg uit Nunspeet takten hier op de hoofdlijn aan. Ook de nieuwe Hanzelijn takt te Hattemerbroek aan op de lijn Amersfoort - Zwolle.
In 2007 is de gemeente Oldebroek in samenwerking met de gemeenten Hattem en Heerde begonnen met de aanleg van een regionaal bedrijventerrein van 65 hectare genaamd H2O. Hier is ruimte voor bedrijven die (moeten) verhuizen uit voorgenoemde gemeenten. Het bedrijventerrein is gelegen in de zuidelijke en oostelijke oksel van knooppunt Hattemerbroek (A28 en A50).
Hattemerbroek heeft een eigen voetbalvereniging: SV Noord Veluwe Boys en een gezamenlijke voetbalvereniging met naastgelegen dorp Wezep: WHC (Wezep Hattemerbroek Combinatie).